# Махачкалинский троллейбус
Махачкалинский троллейбус — междугородная система троллейбусного транспорта городов Махачкала и Каспийск. Самая южная троллейбусная система России. Открыта в 1973 году.
По состоянию на сентябрь 2024 года, система имеет 3 маршрута. Стоимость проезда — наличными — 20 рублей, безналичными — 18 рублей, что делает проезд одним из самых дешёвых в России.
Эксплуатацию троллейбусной сети осуществляет Муниципальное унитарное предприятие «Махачкалинское троллейбусное управление».

## История
Строительство троллейбусного депо на 75 машиномест начато в 1968 году и завершено в 1971 году. В течение 1971—1972 годов проводились работы по строительству уличной контактной сети и энергохозяйства.
В декабре 1972 года осуществлён первый пробный рейс. Официальное открытие троллейбусного движения в Махачкале состоялось 13 февраля 1973 года. Первый троллейбус повела Галина Родина.
В 1986—1990 годах осуществлялось строительство троллейбусного депо № 2 на 200 машиномест в посёлке Семендер (за автовокзалом «Северный»). Депо не было введено в эксплуатацию.
До начала 1990-х годов троллейбусное хозяйство интенсивно развивалось, количество маршрутов доходило до 12.
В 1990-х годах на предприятии начался кризис, произошло сокращение троллейбусных перевозок: закрыто 7 маршрутов, демонтирована часть контактной сети. В 2004-2005 г.г в связи с реконструкцией на улице Ярагского маршрут № 2 был закрыт, контактная сеть на улице Ярагского была демонтирована, в этих же годах был закрыт маршрут № 7. В 2008 году был закрыт маршрут № 4, после закрытия маршрута № 4 маршрут № 6 временно был продлён до конечной остановки площадь Коминтерна где ранее была конечная остановка маршрута № 4. В 2009 году контактная сеть по улице Мирзабекова (Орджоникидзе) была демонтирована и маршрут № 6 был снова сокращён до конечной остановки ул. Маяковского.
С конца 2000-х годов троллейбусное движение в городе начинает возрождаться. Прокладывается линия в город Каспийск, в марте 2010 года закуплено 20 новых троллейбусов марки ЗиУ-682Г-016.05.
10 февраля 2011 года запущен новый маршрут № 3 (он повторяет прежний маршрут № 7, но с продолжением его в Редукторный посёлок до Республиканского издательства), а 7 декабря 2012 года запущен новый маршрут № 12.
В июле 2014 года были закуплены и введены в эксплуатацию 2 единицы троллейбусов ТролЗа-5275.03 «Оптима».
По информации местных СМИ, в 2016 году на предприятии начался финансовый кризис. Через несколько дней энергетики Дагестана должны были отключить троллейбусы Махачкалы от электропитания. Однако, троллейбусное движение в городе отключили только в следующем 2017 году, и всего лишь на 10 дней. В настоящее время троллейбусное движение в городе работает в штатном режиме.
28 января 2017 года на испытания сроком два месяца поступил низкопольный троллейбус Тролза-5265 «Мегаполис».
1 февраля 2017 года была открыта междугородняя линия в город Каспийск до завода «Дагдизель».
С 8 июля 2018 года в троллейбусное депо Махачкалы прибыла первая партия из трёх троллейбусов из Москвы. Они будут эксплуатироваться ещё 5 лет минимум. 12 августа 2018 года прибыла вторая партия из четырёх троллейбусов из Москвы до конца 2018 должны прибыть ещё восемь троллейбусов из Москвы. 12 сентября 2018 года прибыла третья партия из трёх троллейбусов из Москвы. 22 сентября 2018 года прибыла четвёртая партия из двух троллейбусов из Москвы. 30 ноября прибыла последняя партия из трёх троллейбусов из Москвы. 8  из 15-ти троллейбусов переданные из Москвы уже начали эксплуатироваться по маршрутам, 7 из 15-ти троллейбусов переданных из Москвы к эксплуатации не пригодны из-за коррозии кузовов. в 2021 году были списаны ещё два московских троллейбусов.
28 ноября 2018 года поступили 3 новых троллейбуса ВМЗ-5298.01-50 «Авангард» с автономным ходом 30 км.
14 февраля 2019 года новые троллейбусы вышли на маршрут № 3 (327). 7 апреля прибыл ещё 1 троллейбус той же марки.
В марте 2019 года была достигнута договоренность между МУП "МТУ" и ЗАО "ТролЗа" об опытной эксплуатации троллейбуса Тролза-5265 «Мегаполис» с обновленным экстерьером.
19 августа 2020 года в махачкалинских троллейбусах начала действовать безналичная оплата проезда.
15 октября 2021 года началась реконструкция улицы Коркмасова по которому пролегают маршруты № 3, № 5 и № 6, и в связи с реконструкцией  контактная сеть по улице Коркмасова от ул. Толстого до ул. Дахадаева была временно демонтирована и  в связи с чем маршруты №5 и №6 были  временно закрыты до завершения реконструкции улицы Коркмасова , а в маршрут № 3 были временно внесены изменения. Маршрут №3 стал  следовать от остановки посёлок Ватан по проспекту Акушинского затем поворачивал на проспект Имама Шамиля, затем по проспекту Гамидова, Агентство Аэрофлота, далее по прежнему в по проспектам Петра I, Насрутдинова ив  город Каспийск до конечной остановки Завод Дагдизель, позже маршрут №3 был временно перенумерован №12А тем самым частично дублировал маршрут № 12 которого тогда тоже коснулись изменения. Маршрут № 12  был временно продлён по улице Магомедтагирова до конечной остановки улица Маяковского, где на тот момент останавливались отменённые 5 и 6 маршруты.  С середины мая 2022 года продолжился демонтаж контрактной сети на участке улицы Коркмасова от улицы Дахадаева до улицы Батырая а также по улице Батырая от улицы Коркмасова до проспекта Гамидова по этой линии ранее проходил маршрут №7, также данная линия использовалась иногда как резервная для маршрутов №5 и №6 . 22 августа 2022 года была  восстановлена часть троллейбусной линии по улице Коркмасова от улицы Толстого до улицы Дахадаева  и маршруты  №3,№5 и №6 были возобновлены, маршрут №3 был снова   снова стал следовать по-прежнему по улице Коркмасова а маршрут №12 снова был сокращён до троллейбусного кольца, также маршрут №12А был закрыт, линию маршрута №7 на участке улицы Коркмасова от улицы Дахадаева до улицы Батырая а также по улице Батырая до проспекта Гамидова была демонтирована полностью.

## Подвижной состав
В Махачкале эксплуатируются троллейбусы моделей:
ВЗТМ-5284
ЗиУ-682Г-016.05
ТролЗа-5275.03 «Оптима»
ВМЗ-5298.01-50 «Авангард»
По состоянию на январь 2024 года в инвентаре находится 30 машин.

## Маршруты
| Действующие маршруты | | |
| №                    | Маршрут | Маршрут |
| 5                    | ул. Маяковского — ул. Магомедтагирова — пр-кт. Имама Шамиля — пр-кт. Гамидова — пр-кт. Расула Гамзатова — ЦУМ — ул. Магомета Гаджиева — ул. Гайдара Гаджиева — ул. Магомедтагирова — ул. Маяковского (кольцевой маршрут) | ул. Маяковского — ул. Магомедтагирова — пр-кт. Имама Шамиля — пр-кт. Гамидова — пр-кт. Расула Гамзатова — ЦУМ — ул. Магомета Гаджиева — ул. Гайдара Гаджиева — ул. Магомедтагирова — ул. Маяковского (кольцевой маршрут) |
| 6                    | ул. Маяковского — ул. Магомедтагирова — ул Гайдара Гаджиева — ул. Магомета Гаджиева — ЦУМ — пр-кт. Расула Гамзатова — пр-кт. Гамидова — пр-кт. Имама Шамиля — ул. Магомедтагирова — ул. Маяковского (кольцевой маршрут)  | ул. Маяковского — ул. Магомедтагирова — ул Гайдара Гаджиева — ул. Магомета Гаджиева — ЦУМ — пр-кт. Расула Гамзатова — пр-кт. Гамидова — пр-кт. Имама Шамиля — ул. Магомедтагирова — ул. Маяковского (кольцевой маршрут)  |
| 8                    | Посёлок Ватан — пр-кт. Али-Гаджи Акушинского — пр-кт. Имама Шамиля — Магазин «1000 мелочей» | Посёлок Ватан — пр-кт. Али-Гаджи Акушинского — пр-кт. Имама Шамиля — Магазин «1000 мелочей» |
| Закрытые маршруты    | | |
| №                    | Маршрут | |
| 1                    | Школа механизации — ул. Генерала Омарова — ул. Ярагского — пр. Р. Гамзатова — ЦУМ — ул. М. Гаджиева — ул. Г. Гаджиева — пр. И. Шамиля — ул. Ярагского — ул. Генерала Омарова — Школа механизации (кольцевой маршрут)     | Школа механизации — ул. Генерала Омарова — ул. Ярагского — пр. Р. Гамзатова — ЦУМ — ул. М. Гаджиева — ул. Г. Гаджиева — пр. И. Шамиля — ул. Ярагского — ул. Генерала Омарова — Школа механизации (кольцевой маршрут)     |
| 2                    | Троллейбусное кольцо — ул. Г. Гаджиева — ул. М. Гаджиева — ЦУМ — пр. Р. Гамзатова — ул. Ярагского — пр. И. Шамиля — Троллейбусное кольцо (кольцевой маршрут)                                                             | Троллейбусное кольцо — ул. Г. Гаджиева — ул. М. Гаджиева — ЦУМ — пр. Р. Гамзатова — ул. Ярагского — пр. И. Шамиля — Троллейбусное кольцо (кольцевой маршрут)                                                             |
| 3                    | Школа механизации — пр. Гамидова — пр. Р. Гамзатова — ЦУМ — ул. М. Гаджиева — ул. Г. Гаджиева — Троллейбусное кольцо | Школа механизации — пр. Гамидова — пр. Р. Гамзатова — ЦУМ — ул. М. Гаджиева — ул. Г. Гаджиева — Троллейбусное кольцо |
| 4                    | пл. Коминтерна — ул. Мирзабекова — ул. Магомедтагирова — ул. Г. Гаджиева — ул. М. Гаджиева — ЦУМ — ул. Абубакарова — пр. И. Шамиля — ул. Магомедтагирова — ул. Мирзабекова — пл. Коминтерна (кольцевой маршрут)          | пл. Коминтерна — ул. Мирзабекова — ул. Магомедтагирова — ул. Г. Гаджиева — ул. М. Гаджиева — ЦУМ — ул. Абубакарова — пр. И. Шамиля — ул. Магомедтагирова — ул. Мирзабекова — пл. Коминтерна (кольцевой маршрут)          |
| 5                    | ул. Маяковского — ул. Магомедтагирова — пр. И. Шамиля — пр. Гамидова — Агентство «Аэрофлота» | ул. Маяковского — ул. Магомедтагирова — пр. И. Шамиля — пр. Гамидова — Агентство «Аэрофлота» |
| 6                    | Домостроительный комбинат — пр. Амет-Хана Султана — пр. Гамидова — Агентство «Аэрофлота» | Домостроительный комбинат — пр. Амет-Хана Султана — пр. Гамидова — Агентство «Аэрофлота» |
| 7                    | Посёлок Ватан — пр. А. Акушинского — ул. Г. Гаджиева — ул. М. Гаджиева — ЦУМ — ул. Коркмасова — ул. Батырая — Агентство «Аэрофлота»                                                                                      | |
| 10                   | посёлок Ватан — пр. А. Акушинского — ул. Магомедтагирова — ул. Мирзабекова — пл. Коминтерна | |
| 11                   | Магазин «1000 мелочей» — ул. Гусейнова — ул. Ю. Акаева — пр. Гамидова — пр. Р. Гамзатова — ЦУМ — ул. М. Гаджиева — ул. Г. Гаджиева — пр. И. Шамиля — Магазин «1000 мелочей» (кольцевой маршрут)                          | |
| 12                   | ул. Маяковского — ул. Магомедтагирова — ул. Г. Гаджиева — ул. М. Гаджиева — ЦУМ — пр. Р. Гамзатова — Агентство «Аэрофлота»                                                                                               | |
| 12 (326)             | Троллейбусное кольцо — пр. И. Шамиля — пр. Гамидова — пр. Петра I — пр. Насрутдинова — г. Каспийск — пр. Акулиничева — ул. Ленина — Завод Дагдизель                                                                      | Троллейбусное кольцо — пр. И. Шамиля — пр. Гамидова — пр. Петра I — пр. Насрутдинова — г. Каспийск — пр. Акулиничева — ул. Ленина — Завод Дагдизель                                                                      |
| 3 (327)              | Посёлок Ватан — пр. А. Акушинского — ул. Г. Гаджиева — ул. М. Гаджиева — ЦУМ — пр. Р. Гамзатова — пр. Петра I — пр. Насрутдинова — г. Каспийск — пр. Акулиничева — ул. Ленина — Завод Дагдизель                          | Посёлок Ватан — пр. А. Акушинского — ул. Г. Гаджиева — ул. М. Гаджиева — ЦУМ — пр. Р. Гамзатова — пр. Петра I — пр. Насрутдинова — г. Каспийск — пр. Акулиничева — ул. Ленина — Завод Дагдизель                          |
| 12А                  | Посёлок Ватан — пр-т Али-Гаджи Акушинского — пр-т Имама Шамиля — пр-т Гамидова — пр-т Петра I — пр-т Насрутдинова — г. Каспийск — пр-т Акулиничева — ул. Ленина — Завод Дагдизель                                        | |

## Перспективы
- Строительство новой линий из 5-го посёлка к Редукторному, по улице Хаджи Булача.
- Прокладка линии по Сулакскому шоссе до посёлка Сулак.
- Продолжение линии по проспекту Акушинского в посёлок Ленинкент[19].
- Продолжение линии из г. Каспийск в аэропорт «Уйташ»[9].